# Magyar Bronz Érdemkereszt
A Magyar Bronz Érdemkereszt a Magyar Érdemkereszt legalsó fokozata. A független és demokratikus Magyarország érdekeinek elősegítése, valamint támogatása körül kimagasló érdemeket szerzett magyar és külföldi állampolgároknak adományozható, külön polgári és katonai tagozattal. A feladatköre alapján illetékes miniszter előterjesztésére a köztársasági elnök adományozza a Magyar Köztársaság kitüntetéseiről szóló 1991. évi XXXI. Törvény rendelkezései szerint.

## Díjazottak

### 2025

#### 2025. augusztus 20.[1][2][3][4][5]
- Ádám Zsuzsanna, a Magyar Állami Operaház magánénekese
- Barabás Katalin, a Magyar Táncművészeti Egyetem Táncművészképző Intézetének titkára
- Bencsik Márta szalma-, csuhéfonó népi iparművész, a Békés Megyei Népművészeti Egyesület tagja
- Benedek Krisztina Mária népi énekes, előadóművész, néptáncpedagógus, a Frédéric Chopin Zenei Alapfokú Művészeti Iskola és a Gödöllői Damjanich János Általános Iskola tanára
- Benko Pál népi kézműves alkotó, a Füleki Gimnázium tanára, a Szlovákiai Magyar Kézműves Szövetség elnöke, a Palócföldi Népi Iparművészek Egyesülete és a Motolla Kézműves Baráti Kör tagja
- Benko Tünde népi kézműves alkotó, a füleki Mocsáry Lajos Alapiskola tanára, a Szlovákiai Magyar Kézműves Szövetség, a Palócföldi Népi Iparművészek Egyesülete és a Motolla Kézműves Baráti Kör tagja
- Bogdán Gâtu Klára népdalénekes, néptáncoktató, hagyományőrző
- Borsi Cintia Erika, a Nemzeti Cirkuszművészeti Központ Nonprofit Kft. kereskedelmi vezetője
- Cserhalminé Kocsis Krisztina, az OFA Országos Foglalkoztatási Központ Nonprofit Kft. munkatársa
- Dávid Sándor, a Béthel Alapítvány nyugalmazott kuratóriumi elnöke
- Dobos Ágota Ildikó, a Nemzeti Szakértői és Kutató Központ Szakértői Igazgatóság Genetikai Szakértői Intézete munkatársa
- Dóra Fruzsina etnográfus, a Hagyományok Háza Közművelődési és Tudományos szakcsoportjának munkatársa
- Ducsai Tiborné, a Garabonciás Alapfokú Művészeti Iskola nyugalmazott drámapedagógusa
- Duka Elemér csellóművész, a 100 Tagú Cigányzenekar szólamvezetője
- Felföldi Gábor magyar- és drámapedagógia-tanár, színháztörténész, a Pannon Egyetem Rektori Kabinet Kultúraszervező Csoportjának vezetője
- Gorza Norbert szociálpedagógus, a Vas Vármegyei Civil Közösségi Szolgáltató Központ szakmai vezetője
- Gyöngyösy Csaba közgazdasági szakokleveles mérnök, a VERGA Veszprémi Erdőgazdaság Zrt. kontrolling- és informatikai osztályvezetője
- Hácskó Imréné szövő népi iparművész, a Zala Megyei Népművészeti Egyesület tagja
- Hankó János fővilágosító, a József Attila Színház világosítótárának vezetője
- Horváth Ádám táncművész, koreográfus, a József Attila Színház Tánckarának vezetője
- Hutkai Lászlóné, a népi játék és kismesterségek oktatója, a Debreceni és Hajdú-Bihar Megyei Népművészeti Egyesület tagja
- Ilyés Róbert, a Szegedi Kortárs Balett műszaki vezetője, ügyelője
- Karczagi János nóta- és operetténekes
- Kéri Veronika ultrafutó, testépítő és fitneszsportedző
- Kiss Diána, operaének-művész, a Magyar Állami Operaház magánénekese, a Budapesti Operettszínház előadóművésze
- Kollár Ágnes nyelvtanár, a Hamburgi Egyetem magyar lektora, a Németországi és Ausztriai Magyar Lektorok Fórumának alapítója
- Kolumbán Norbert táncművész, a Duna Művészegyüttes szólistája
- Konrád Viktor népzenész, hangszerkészítő
- Kovács-Bernáth Tünde, a Szolnoki Szakképzési Centrum Kreatív Technikum és Szakképző Iskola oktatója
- Kovács László, az Egererdő Erdészeti Zrt. Vasútüzemének vezetője
- Kristóf András, a Bács-Kiskun Vármegyei Tűzoltó Szövetség elnöke, a Szabadszállási Önkormányzati Tűzoltóparancsnokság tűzoltóparancsnoka
- Matola Dávid, a Pécsi Balett magántáncosa
- Mezei Balázs táncművész, a Duna Művészegyüttes táncos szólistája
- Nagy Nikolett táncművész, a Kecskeméti Katona József Nemzeti Színház Tánctagozata és a Kecskemét City Balett táncosa
- Orlainé Tauer Andrea, a Pannon Egyetem Oktatási Igazgatóságának tanulmányi ügyintézője
- Pálffy Zoárd táncművész, a Magyar Állami Népi Együttes kar- és szólótáncosa
- Papp Kornél villamosmérnök, médiatechnikus, a Magyar Állami Népi Együttes műszaki vezetője
- Pischoff Ferenc Vilmos, az Országos Polgárőr Szövetség Kutyás Szolgálati és Állatvédelmi Tagozata elnökségi tagja, az Őshonos Magyar Kutyákkal a Közjóért Alapítvány elnöke, a Zuglói Polgárőr és Önkéntes Tűzoltó Egyesület tagja
- Plita Márk, a Gárdonyi Géza Színház táncművésze
- Pohodnih Ellina táncművész, a Magyar Nemzeti Balett magántáncosa
- Poór Gyula nyugállományú rendőr főtörzszászlós, az Országos Polgárőr Szövetség környezetvédelmi alelnöke, a Somogy Megyei Polgárőr Szövetség elnöke, a Kőröshegyi Polgárőr Egyesület tagja
- Paul Richard Rogerson, a Széchenyi István Egyetem Nemzetközi Programok és Alumni Központjának tanácsadója
- Rózsavölgyi Sándor, a Gödöllői Sport Klub igazgatója és a Labdarúgó-szakosztály elnöke, a Magyar Labdarúgó Szövetség Pest Vármegyei Igazgatóságának társadalmi alelnöke
- Sáros Tamásné, a Pilisi Parkerdő Zrt. munkaügyi főelőadója
- Szabó László táncművész, a Hargita Székely Néptáncszínház művészeti vezetője
- Szarvas Endre, a Berettyóújfalui Szakképzési Centrum Veres Péter Gimnázium, Technikum és Szakképző Iskola nyugalmazott igazgatóhelyettese
- Szatmári Júlia, a Civil Szervezetek Szövetsége ügyvezetője
- Szokolikné Kalmár Judit közgazdász, a Pannon Egyetem kancellári kabinetvezetője
- Takács Barbara, a VERITAS Történetkutató Intézet és Levéltár személyi asszisztense
- Tallósi Béla biológus, entomológus, a Hortobágyi Nemzeti Park Igazgatóság nyugalmazott természetvédelmi területfelügyelője
- Túri Lajos Péter táncművész, a Kecskeméti Katona József Nemzeti Színház koreográfusa
- Turós Istvánné népiékszer- és csipkekészítő népi iparművész, a Magyar Csipkekészítők Egyesületének és a Palócföldi Népi Iparművészek Egyesületének tagja
- Vágó Bernadett musicalszínész, előadóművész
- Verbőczi Dorottya, a Hagyományok Háza szakadminisztrátora
- Vincze Lotár, a Szegedi Kortárs Balett táncművésze

##### Katonai tagozat
- Benke János rendőr főtörzszászlós, a Tolna Vármegyei Rendőr-főkapitányság Szekszárdi Rendőrkapitányság Közrendvédelmi Osztály Szabálysértési Előkészítő Csoportja referense
- Gazdag Sándor büntetés-végrehajtási törzszászlós, a Büntetés-végrehajtási Szervezet III. Agglomerációs Központ Biztonsági Osztály Fogvatartotti Foglalkoztatás-biztonsági Alosztálya biztonsági főfelügyelője
- Kis Péter címzetes rendőr főtörzszászlós, a Bács-Kiskun Vármegyei Rendőr-főkapitányság Kiskunhalasi Rendőrkapitányság Bűnügyi Osztály Nyomozó Alosztálya nyomozója
- Kollár Flórián Tamás címzetes tűzoltó főtörzsőrmester, a Komárom-Esztergom Vármegyei Katasztrófavédelmi Igazgatóság Esztergomi Katasztrófavédelmi Kirendeltség Esztergomi Hivatásos Tűzoltóparancsnokság Bajnai Katasztrófavédelmi Őrs gépjárművezetője
- Nagy Attila rendőr törzszászlós, a Szabolcs-Szatmár-Bereg Vármegyei Rendőr-főkapitányság Nyíregyházi Rendőrkapitányság Baktalórántháza Rendőrőrs Rendészeti Alosztálya körzeti megbízottja
- Szalai András büntetés-végrehajtási törzszászlós, a Büntetés-végrehajtási Szervezet II. Agglomerációs Központ Biztonsági Osztály Biztonsági Alosztálya körlet-főfelügyelője
- Takács Csaba büntetés-végrehajtási százados, a Büntetés-végrehajtási Szervezet V. Agglomerációs Központ alárendeltségébe tartozó Hajdú-Bihar Vármegyei Büntetés-végrehajtási Intézet Biztonsági és Fogvatartási Ügyek Osztálya Fogvatartási Ügyek Alosztálya reintegrációs tisztje

#### 2025. március 15.[6][7][8][9][10]
- Anahit Simonyan nemzetközi újságíró, az Örmény Köztársaság Külügyminisztériuma Európai Osztályának és magyarországi Nagykövetségének munkatársa, az Örményország–Magyarország Baráti és Kulturális Együttműködési Társaság elnöke,
- Bokrossy-Csiba Mária, a Pannon Egyetem Mérnöki Kara Bio-nanotechnológiai és Műszaki Kémiai Kutatóintézetének oktatást támogató asszisztense,
- Boros József, a József Attila Színház színpadmestere,
- Borzsák Márton, a Müpa Budapest Nonprofit Kft. jogi vezetője,
- Budai Beatrix énekes, előadóművész, a Dankó Rádió kiemelt szerkesztő-műsorvezetője,
- Caroline Mwari Kithama, a kenyai Education Hungary felsőoktatási toborzóiroda vezetője,
- Dajka Henriett, a Magyar Honvédség Ludovika Zászlóalj Protokoll, Rendezvényszervező és Kommunikációs Részlegének főelőadója,
- Donkóné Kun Gabriella, Szolnok Megyei Jogú Város Polgármesteri Hivatala Adóügyi Osztályának ügyintézője,
- Ender Krisztián, a Müpa Budapest Nonprofit Kft. kreatív vezetője, rendező,
- Farkas Béla, a tiszabábolnai Rákóczi Sportegyesület elnöke,
- Fodor Ditta Ibolya, a Müpa Budapest Nonprofit Kft. HR munkatársa,
- Füvessyné Lőrincz Krisztina, a Grand Dance Tánc- és Sportegyesület művészeti vezetője,
- Gerendás Róbert, a Duna-Dráva Nemzeti Park Igazgatóság Pályázatkezelési és Üzemeltetési Osztályának vezetője,
- Griechisch Mihály, a Müpa Budapest Nonprofit Kft. színpadi ügyelője,
- Hetényi Anna Dóra, a Müpa Budapest Nonprofit Kft. jegyértékesítési és információs vezetője,
- Jobbágy Gábor, a Müpa Budapest Nonprofit Kft. vetítés- és kisegítő hangtechnikusa,
- Kállayné Dáné Zita, a Brüsszeli Magyar Katolikus Misszió Egyesület – Magyar Ház igazgatója,
- Kiss Zsolt, a Müpa Budapest Nonprofit Kft. világosító tárvezetője,
- Kocsi Zsolt, a Müpa Budapest Nonprofit Kft. senior produkciós menedzsere,
- Koska Gábor Ákos, hatósági állatorvos részére,
- Kovács Attiláné óvodapedagógus, a Halimbai Hársfa Óvoda, Mini Bölcsőde és Konyha korábbi intézményvezetője,
- Kranczné dr. Kovács Bernadett, Acsád község korábbi polgármestere,
- Lővei Anna, a Szolnoki Szigligeti Színház munkaügyi előadója és igazgatói tanácsadója,
- Lukácsné Rajczi Zsuzsanna Irén mesterpedagógus, a Kónyi Deák Ferenc Általános Iskola igazgatója,
- Macsárné Varga Katalin, a Vérteserdő Zrt. nyugalmazott könyvelője,
- Magyar József Ferencné, Hajmáskér Község Önkormányzatának közösségszervezője, az Öskü Község Fejlődéséért Alapítvány tagja,
- Mátyus Károly fotóművész, a veszprémi Bakony Fotóklub elnöke, a Magyar Fotóművészeti Alkotócsoportok Országos Szövetségének regionális elnöke,
- Molnár Attila, a Müpa Budapest Nonprofit Kft. színpadtechnikai rendszertechnikusa,
- Nagy Judit Katalin, a Müpa Budapest Nonprofit Kft. belső kommunikációs projektvezetője,
- Ország Béláné, a Jakabszállási Óvoda és Bölcsőde intézményvezetője,
- Palotai Andor, a Nemzeti Táncszínház színpadmestere,
- Rogerson Paul Richard, a Széchenyi István Egyetem Nemzetközi Programok és Alumni Központjának tanácsadója,
- Schneider Zoltán, a Magyar Táncművészeti Egyetem munkatársa,
- Sebők Mónika, az Adelaide-i Magyar Közösségi Iskola intézményvezetője,
- Stiller Anna Zsófia, a Müpa Budapest Nonprofit Kft. senior produkciós menedzsere,
- Sirkó Anna, a Kecskeméti Katona József Nemzeti Színház rendezőasszisztense,
- Szabó András népzenetanár, népi előadóművész, brácsás, a Duna Művészegyüttes Göncöl Zenekarának és a Zagyva Bandának tagja,
- Szalai Imre, a Fertő-Hanság Nemzeti Park Igazgatóságának nyugalmazott birtokügyi szakreferense,
- Szarvák Aranka Anita, Szolnok Megyei Jogú Város Polgármesteri Hivatala civil kapcsolati és kábítószerügyi ügyintézője,
- Sztojalovszky Béla közgazdász, automatizálási üzemmérnök, a Magyar Lélek Alapítvány kuratóriumi elnöke,
- Tatár Zsuzsanna Irén, a Nemzeti Élelmiszerlánc-biztonsági Hivatal, Élelmiszerláncbiztonsági Laboratórium Igazgatóság, Borászati és Alkoholos Italok Nemzeti Referencia Laboratóriumának nyugalmazott laboratóriumvezetője,
- Tóth Zoltán Gyuláné, a Közbeszerzési Hatóság Közbeszerzési Döntőbizottsága nyugalmazott osztályvezetője,
- Varga Katalin Mónika, a kaposvári Csiky Gergely Színház Jegyirodájának vezetője.

##### Katonai tagozat
- Biró János címzetes tűzoltó főtörzsőrmester, a Komárom-Esztergom Vármegyei Katasztrófavédelmi Igazgatóság, Tatabányai Katasztrófavédelmi Kirendeltség, Tatabányai Hivatásos Tűzoltóparancsnokság különlegesszer-kezelője,
- Fásy Gyula címzetes büntetés-végrehajtási törzszászlós, a Büntetés-végrehajtási Szervezet V. Agglomerációs Központ alárendeltségébe tartozó Csengeri Országos Büntetés-végrehajtási Intézet megbízott biztonsági főfelügyelője,
- Kiss István címzetes rendőr főtörzszászlós, a Győr-Moson-Sopron Vármegyei Rendőr-főkapitányság, Győri Rendőrkapitányság, Közrendvédelmi Osztály, Járőr- és Őrszolgálati Alosztály járőrparancsnoka,
- Kovács Ferenc büntetés-végrehajtási főtörzszászlós, a Büntetés-végrehajtási Szervezet III. Agglomerációs Központ alárendeltségébe tartozó Bács-Kiskun Vármegyei Büntetés-végrehajtási Intézet, Biztonsági és Fogvatartási Ügyek Alosztálya biztonsági főfelügyelője,
- Kovács Zoltán alezredes, a Magyar Honvédség Kinizsi Pál 30. Páncélozott Gyalogdandár Jogi és Igazgatási Főnökségének főnöke,
- Nagy Attila alezredes, a Magyar Honvédség Kinizsi Pál 30. Páncélozott Gyalogdandár Kiképzési Főnökségének főnöke,
- Nagymihály Csaba László címzetes rendőr főtörzszászlós, a Nógrád Vármegyei Rendőr-főkapitányság, Rendészeti Igazgatóság, Tevékenység-Irányítási Központ ügyeletese,
- Nyári Szilvia Gabriella alezredes, a Magyar Honvédség vitéz Szurmay Sándor Budapest Helyőrség Dandár Jogi és Igazgatási Főnökség főnöke,
- Orsányi József büntetés-végrehajtási főtörzszászlós, a Büntetés-végrehajtási Szervezet II. Agglomerációs Központ, Biztonsági Osztály biztonsági főfelügyelője
- Piskor Károly Tibor rendőr főtörzszászlós, a Vas Vármegyei Rendőr-főkapitányság, Sárvári Rendőrkapitányság, Bűnügyi Osztály technikusa,
- Remzső Zsolt Tibor őrnagy, a Magyar Honvédség Kiss József 86. Helikopterdandár Szolnok Végrehajtó Alegységek Szállítóhelikopter Zászlóalj, 1–9. Szállító Helikopter Raj helikopterraj-parancsnoka,
- Szakács Hedvig címzetes büntetés-végrehajtási főtörzszászlós, a Büntetés-végrehajtási Szervezet II. Agglomerációs Központ alárendeltségébe tartozó Közép-dunántúli Országos Büntetés-végrehajtási Intézet, Műszaki és Ellátási Osztály segédelőadója,
- Szakály Szilárd rendőr főtörzszászlós, a Somogy Vármegyei Rendőr-főkapitányság, Siófoki Rendőrkapitányság, Bűnügyi Osztály, Nyomozó Alosztály nyomozója.

### 2024

#### 2024. augusztus 16.[11]
- Bacsó Lilla néptáncművész, a Magyar Állami Népi Együttes táncművésze,
- Balasi Barnabás orgonaművész, karnagy, a Budapest-Felsővízivárosi Szent Anna Plébánia művészeti vezetője,
- Csambalik Tivadar hangszerészmester, a Liszt Ferenc Zeneművészeti Egyetem Bartók Béla Zeneművészeti és Hangszerészképző Gyakorló Szakgimnáziumának gyakorlati oktatója,
- Cselle Bence, a Székesfehérvári Balett Színház operatív vezetője,
- Gergely Péter, a Nemzeti Énekkar énekese, férfikari ügyelője,
- Dr. Héjja Bella Emerencia, a Magyar Táncművészeti Egyetem és a Liszt Ferenc Zeneművészeti Egyetem egyetemi adjunktusa,
- Dr. Husek Dánielné, a Kecskeméti Katona József Nemzeti Színház Szervezési Irodájának vezetője,
- Iwata Karin táncművész, a Pécsi Balett magántáncosa,
- Juhász Jánosné, a Miskolci Szakképzési Centrum Mezőkövesdi Szent László Gimnázium és Közgazdasági Technikum nyugalmazott igazgatója,
- Juhász Sándor néptáncművész, a Magyar Nemzeti Táncegyüttes szólistája,
- Kerekes Péter, a veszprémi Kabóca Bábszínház báb- és díszletkészítője,
- Kiss Gabriella gyöngyfűző népi iparművész,
- Kovács Anita táncművész, a Duna Művészegyüttes szólistája,
- Kubinyi Júlia népdalénekes, a Magyar Állami Népi Együttes énekese,
- Kuzma Péter, a Duna Művészegyüttes táncművésze,
- Lerch Péter tervezőgrafikus, néptáncművész, a Budai Rajziskola - Alapfokú Művészeti Iskola és Szakgimnázium művésztanára, a Budapest Főváros Bartók Táncegyüttes örökös tagja,
- Resz Miklós, a Magyar Állami Operaház gyártási osztályvezetője,
- Rupa Ilona magyarnóta-énekes,
- Sersztnyev László Ervin, a Pápai Szakképzési Centrum Faller Jenő Technikum, Szakképző Iskola és Kollégium tanára,
- Spengler József hegedű- és brácsaművész, a Budapesti Filharmóniai Társaság kottatárosa,
- Szecső Kovács Zoltán táncművész-koreográfus, a Shukár Cigány Táncegyüttes vezető koreográfusa,
- Toldi József Attiláné, a 100 Tagú Cigányzenekar prímása.

#### 2024. március 15.[12][13]
- Pintér Márta, a VERITAS Történetkutató Intézet és Levéltár nyugalmazott ügyviteli munkatársa, az intézet létrehozását és működését sokrétű feladatvállalással segítő, példaértékű munkája elismeréseként.
- Bács Gáborné Nagy Ilona, a Tolna Vármegyei Kormányhivatal Szekszárdi Járási Hivatala Népegészségügyi Osztálya nyugalmazott vezető védőnője;
- Bánkuti Sándorné, a Baranya Vármegyei Kormányhivatal Jogi, Humánpolitikai és Koordinációs Főosztálya Humánpolitikai Osztálya nyugalmazott ügyintézője;
- Barczáné Tóth Boglárka, a tapolcai Tamási Áron Művelődési Központ intézményvezetője;
- Benczikné Födelmesi Anna Mária, a sümegi Ramassetter Vince Testnevelési Általános Iskola tanára;
- Kacsur Margit, Budapest Főváros Kormányhivatala Népegészségügyi Főosztálya nyugalmazott közegészségügyi-járványügyi felügyelője,
- Lovász Imréné, a Besenyszögi Közös Önkormányzati Hivatal pénzügyi csoportvezetője;
- Török Tibor Endre, a Jász-Nagykun-Szolnok Vármegyei Kormányhivatal Nyugdíjbiztosítási és Egészségbiztosítási Főosztálya Adatbázis-kezelési, Ellenőrzési és Méltányossági Ügyek Osztálya nyugalmazott ügyintézője;
- Visy László, Rábapordány község polgármestere.

### 2023

#### 2023. augusztus 20.
Polgári tagozat
- André Zoltán, a NEFAG Nagykunsági Erdészeti és Faipari Zrt. nyugalmazott főerdésze
- dr. Andrej Laieta, a belatinci Szent László templom és plébánia káplánja
- Árpádné Friedszám Andrea, az MVM Energetika Zrt. Központi Adózási és Ügyviteli Osztályának vezetője
- Bagaméri Árpád rádió-, tv-műszerész, az egykori Szabolcs-Szatmár-Bereg Megyei Ipartestületek Kisvállalkozások Szövetsége Felügyelő Bizottságának elnöke, a Nyírbátori Általános Ipartestület elnöke, volt önkormányzati képviselő
- Balogh Miklós, a Közbeszerzési és Ellátási Főigazgatóság gépkocsivezetője
- Bánkutiné Mihalcsik Márta, a Nemzeti Művelődési Intézet Nonprofit Közhasznú Kft. módszertani referense
- Bauer Zita, az Eötvös Loránd Tudományegyetem Tanító- és Óvóképző Kara Természettudományi Tanszékének mestertanára
- Bekő Mihály, az MVM Mátra Energia Zrt. Bükkábrányi Bánya Gépészeti Karbantartó Osztályának,
- Bodó László, a KÖTÉL Kaposvári Önkéntes Tűzoltó és Életmentő Egyesület önkéntese
- Deák Krisztina Gabriella, az Országos Mentőszolgálat főigazgatói titkárságvezetője
- dr. Debrődi Gábor történész, az Országos Mentőszolgálat Kresz Géza Mentőmúzeumának igazgatója
- Dragomir Penjalov, a zadari Torete d.o.o. ügyvezető igazgatója
- Engler Imre, az egri Gárdonyi Géza Színház műszaki vezetője
- Fekete Katalin, a Kecskeméti Vásárhelyi Pál Általános Iskola és Alapfokú Művészeti Iskola Ménteleki Általános Iskolájának tanára
- Fekete Mihály István, a Nógrád Vármegyei Kormányhivatal Agrárügyi Főosztálya Növény- és Talajvédelmi Osztályának nyugalmazott talajvédelmi felügyelője
- Fiser Józsefné hímző népi iparművész,
- Grúz Attila tanító, népművelő, a Kisgyőri Faluház vezetője,
- Gyarmati Zsófia, a Magyar Nemzeti Balett címzetes magántáncosa, a Magyar Nemzeti Balettintézet balettmestere
- Hajdu Krisztián, a Magyar Máltai Szeretetszolgálat Dél-Dunántúli Régiójának szakmai vezetője, a pécsi Támasz Alapítvány volt szakmai vezetője
- Hajzer Nikolett, a Magyar Állami Operaház Gyermekkarának karnagya,
- lvkovicné Béres Tímea kosárlabda-szakedző, a Kecskeméti Junior Sport Nonprofit Kft. ügyvezetője, a Mercedes-Benz Gyár Kosárlabda Akadémia szakmai igazgatója
- dr.Jelenszkyné dr. Fábián Ildikó, a Pécsi Tudományegyetem Tanárképző Központjának felsőoktatási referense
- Jó György János, a Magyar Táncművészeti Egyetem Campus Igazgatóságának műszaki karbantartója
- Kádár Ferkó vándorfényképész, a Kádár Ferkó Fotószínház tulajdonosa
- Kádár Miklós Antalné, Szolnok Megyei Jogú Város Polgármesteri Hivatala Költségvetési Osztályának ügyintézője
- Kis István, a Kecskeméti Katona József Nemzeti Színház Díszítőtárának munkatársa
- Kiss László huszár hagyományőrző
- Kóczián Éva, Budapest Főváros Kormányhivatala XIV. Kerületi Hivatala Népegészségügyi Osztályának nyugalmazott vezető védőnője
- Korok Fatima háromszoros világbajnok szabadtüdős mélymerülő sportoló
- dr. Könyves Rita kamarai jogtanácsos, a Magyar Tudományos Akadémia Titkársága Jogi és Igazgatási Főosztálya Általános Jogi Osztályának vezetője
- Lantos Szilárd, a Magyar Máltai Szeretetszolgálat Modellprogramok vezetője
- Lapu Gáborné, a Magyar Táncművészeti Egyetem jelmeztárosa
- Lovász Tiborné, a Petrovay György Katolikus Általános Iskola, Alapfokú Művészeti Iskola, óvoda Szent Kinga Katolikus Tagóvodájának óvodapedagógusa
- Majláth Mihály, a Csongrád-Csanád Vármegyei Kormányhivatal Foglalkoztatási, Foglalkoztatás-felügyeleti és Munkavédelmi Főosztálya nyugalmazott kormánytisztviselője
- Major Attila, a Honvéd Férfikar énekművésze
- Makkai Marianna Ágnes, a miskolci Fáy András Görögkatolikus Technikum és Szakgimnázium tanára
- Marton Gabriella, a Jász-Nagykun-Szolnok Vármegyei Kormányhivatal Hatósági Főosztálya Hatósági és Oktatási Osztályának nyugalmazott kormánytisztviselője
- Mészár Ágnes, a Nemzeti Élelmiszerlánc-biztonsági Hivatal Élelmiszerlánc-biztonsági Laboratórium Igazgatósága Mikrobiológiai Nemzeti Referencia Laboratóriumának nyugalmazott referense
- Mészáros János reaktortechnikai szakmérnök, az MVM Paksi Atomerőmű Zrt. Üzemirányítási Főosztályának ügyeletes mérnöke
- Mihaleczky Tünde, a Magyar Táncművészeti Egyetem jelmeztárvezetője,
- Mucsiné Diószegi Edit Ida, a Csongrád-Csanád Vármegyei Kormányhivatal Hódmezővásárhelyi Járási Hivatala nyugalmazott kormánytisztviselője
- Nagy Tibor Imre, a Győri Szakképzési Centrum Lukács Sándor Járműipari és Gépészeti Technikum és Kollégium igazgatóhelyettese
- Nagy Veronika, az Ágoston Művészeti óvoda intézményvezetője
- Nagyné Giczi Éva Mária, a Vas Megyei Szakképzési Centrum Horváth Boldizsár Közgazdasági és Informatikai Technikum oktatója
- Nyeste András erdésztechnikus, a Nyírerdő Zrt. Baktalórántházi Erdészetének nyugalmazott csemetekert-vezető erdésze
- Oravecz József erdésztechnikus, a Vérteserdő Zrt. nyugalmazott műszaki vezetője
- Patai Péterné, a Mosonmagyaróvári Karolina Kórház-Rendelőintézet szakasszisztense
- Patócs-Aranyos Norina, a Magyar Állami Népi Együttes táncművésze
- Pávai Natália, a Hagyományok Háza Szervezési és Kommunikációs Főosztályának kiadványmenedzsere
- Pénzváltóné Bertleff Erika, a nyárlőrinci Lakiteleki Eötvös Általános Iskola Buzás János Tagintézményének tanára
- Piri Amália, a sydney-i Délvidéki Magyar Szövetség igazgatótanácsának tagja
- Rédei István Józsefné, a Magyar Honvédség Szentendrei Helyőrségtámogató Parancsnoksága Kulturális és Rendezvényszervező Részlegének kulturális menedzsere
- Rideg Gábor agrármérnök, a Dráva-Coop Zrt. termelési igazgatója, a Barcs és Térsége Vállalkozók Egyesületének elnöke
- Rózsa János, a Szegedi Szakképzési Centrum Móravárosi Szakképző Iskola oktatója, munkaközösség-vezetője
- Rudolf Krisztina egyházzenész, a Budapesti Ward Mária Általános Iskola, Gimnázium és Zeneművészeti Szakgimnázium művésztanára
- Sárándi József, az Óvártej Zrt. üzemvezetője
- Saxné Orosz Zsuzsanna, a Kecskeméti Katona József Nemzeti Színház Gazdasági Irodájának munkaügyi előadója
- Schell Antal, a Budapest Tájfutó Sportjáért Alapítvány tagja
- Söveges Gábor, a Pannon Egyetem Rektori Kabinetjének vezetője
- Stibrányi Mártonné, az érdi Dr. Romics László Egészségügyi Intézmény védőnője,
- Szabados Attila, a Budapesti Komplex Szakképzési Centrum Mándy Iván Szakképző Iskola és Szakiskola igazgatóhelyettese
- Szabó László, a Pannon Egyetem Könyvtár és Tudásközpontja Grafikai és Fotográfiai Műhelyének fotográfusa
- Szántó László, a Magyar Szabadidősport Szövetség Somogy Megyei Felzárkóztatási és Szabadidősport Szövetségének elnöke,
- Szatmári László páros Európa-bajnoki bronzérmes salakmotorozó
- Szilágyi Nóra, a CEDEK EMIH Izraelita Szeretetszolgálat vezetője
- Szlabey Melinda Ottilia, a Magyar Művészeti Akadémia Titkárságának elnöki referense
- Tabaka József páros Európa-bajnoki ezüstérmes salakmotorozó
- Tasi Krisztina pszichológus, a Magyar Máltai Szeretetszolgálat Jelenlét programjának tiszabői programvezetője
- dr. Vass Erika néprajzkutató, a szentendrei Szabadtéri Néprajzi Múzeum muzeológusa
- Veréb Sándor, Szolnok Megyei Jogú Város Polgármesteri Hivatala Környezetgazdálkodási Osztályának nyugalmazott osztályvezetője
- Zsigó Józsefné népi iparművész, tojásdíszítő mester

Katonai tagozat
- Balogh József címzetes  rendőr  törzszászlós,  a  Szabolcs-Szatmár-Bereg Vármegyei  Rendőr-főkapitányság Beregsurányi Határrendészeti Kirendeltsége Hatósági Alosztályának határrendészeti szakértője
- Baranyi Zsolt százados, a Magyar Honvédség Bornemissza Gergely 2. Felderítőezred Vezető Szervek Felderítő Főnökség ének beosztott tisztje, főnökhelyettese
- Barna Tibor rendőr főtörzszászlós, a Tolna Vármegyei Rendőr-főkapitányság Tamási Rendőrkapitánysága Rendészeti Osztályának szolgálatirányító parancsnoka,
- Leleszi Zsolt címzetes tűzoltó főtörzszászlós, a Szabolcs-Szatmár-Bereg Vármegyei Katasztrófavédelmi Igazgatóság Kisvárdai Katasztrófavédelmi Kirendeltsége Kisvárdai Hivatásos Tűzoltó-parancsnokságának szerparancsnoka
- Soltész Andrea címzetes büntetés-végrehajtási törzszászlós, a Büntetés-végrehajtási Szervezet V. Agglomerációs Központja alárendeltségébe tartozó Borsod-Abaúj-Zemplén Vármegyei Büntetés-végrehajtási Intézet Gazdasági Osztályának segédelőadója
- Szekeres Péter tűzoltó főtörzsőrmester, a Zala Vármegyei Katasztrófavédelmi Igazgatóság Zalaegerszegi Katasztrófavédelmi Kirendeltsége Zalaegerszegi Hivatásos Tűzoltó-parancsnokságának gépjárművezetője
- Vincze Csaba címzetes büntetés-végrehajtási főtörzszászlós, a Büntetés-végrehajtási Szervezet II. Agglomerációs Központja alárendeltségébe tartozó Tolna Vármegyei Büntetés-végrehajtási Intézetének nyilvántartási segédelőadója
- Zsombó Zoltán címzetes rendőr főtörzszászlós, a Csongrád-Csanád Vármegyei Rendőr-főkapitányság Szentesi Rendőrkapitányság Rendészeti Osztálya Körzeti Megbízotti Alosztályának körzeti megbízottja

#### 2023. március 15.
- Ákli Krisztián drámatanár, a Magyar Drámapedagógiai Társaság elnöke, az Oberon Társulat művészeti vezetője,
- Bauer Zita mestertanár
- Bonczók Andrea, a Pécsi Tudományegyetem Általános Orvostudományi Kara Onkoterápiás Intézetének ápolásszakmai igazgatóhelyettese, minőségirányítási vezetője,
- Bordás Barnabás néptáncművész, a Magyar Nemzeti Táncegyüttes táncos szólistája,
- Csepi Alexandra, a Győri Balett művészeti projektmenedzsere, dramaturgja,
- Demeter Enikő, a Magyar Táncművészeti Egyetem tanulmányi ügyintézője,
- Egri Ernő, a Honvéd Együttes szállítási részlegvezetője,
- Farkas Lénárdné Galamb Ibolya, a Magyar Táncművészeti Egyetem tanulmányi ügyintézője,
- Farkas Máté, a Magyar Állami Népi Együttes táncművésze, tánckari asszisztense,
- Gyüdi Melitta, a Magyar Állami Operaház protokollfőnöke, műsorvezető,
- Haga József, a Művészetek Palotájának gépjárművezetője,
- Herczeg Katalin, a Honvéd Együttes Művészeti Nonprofit Kft. számviteli referense,
- Karczag Márton, a Magyar Állami Operaház Emléktárának vezetője,
- Kohári István, a Magyar Állami Operaház balettmestere, tánckari művésze,
- Nagyné dr. Csobolyó Eszter, a Pest Vármegyei Civil Közösségi Szolgáltató Központ szakmai tanácsadója,
- Salamon Soma népzenész, népzenekutató, az Eötvös Loránd Kutatási Hálózat Bölcsészettudományi Kutatóközpontja Zenetudományi Intézetének tudományos munkatársa, a Magyar Zene Háza programszerkesztője,
- Siki Andrea, a Pannon Egyetem Mérnöki Kar Dékáni Titkársága Beszerzési Csoportjának vezetője,
- Spiczmüller Ákos zongora- és kamaraművész, zenepedagógus, a gyöngyösi II. Rákóczi Ferenc Általános Iskola, Alapfokú Művészeti Iskola, Óvoda, Pátzay János Katolikus Zeneiskolának tanára,
- Szabó Tamás, a Duna Művészegyüttes táncművésze,
- Szegő András, a Magyar Nemzeti Balett címzetes magántáncosa,
- Tóth Kata, a Kecskeméti Katona József Nemzeti Színház dramaturgja,
- Vámosi Réka Mária, a Pannon Egyetem Gazdaságtudományi Kara Dékáni Titkárságának projektmenedzsere,
- Zolarek-Lang Tímea, a Pécsi Tudományegyetem Klinikai Központ Egészségügyi Gazdálkodási Főigazgatóság Egészségügyi Gazdálkodási Igazgatósága Egészségügyi Informatikai Alkalmazástámogatási és Fejlesztési Osztályának megbízott osztályvezetője

### 2022

#### 2022. augusztus 20.[14]
Polgári tagozat
- Aradi Imre, a Kecskeméti Katona József Nemzeti Színház színművésze,
- Arató Andrea, a Kecskeméti Katona József Nemzeti Színház súgója,
- Benkő Márta, a Pécsi Nemzeti Színház közönségszervezője,
- Fórizsné Urbán Krisztina, a Budapesti Komplex Szakképzési Centrum Ybl Miklós Építőipari Technikum és Szakképző Iskolájának oktatója,
- Frankó Réka Lilla, a gödöllői Művészetek Háza kulturális szervezője, a Duna Színház és a Hangjegy Színház rendezvényszervezője,
- Kovács Károly csellista, a Starlight Duo alapítója,
- Kovács Menyhért, a Kecskeméti Katona József Nemzeti Színház Műhelyházának lakatosa,
- Krokker András, a Győri Balett világosítója,
- Maka Gyula színész, konferanszié, a Nemzeti Cirkuszművészeti Központ – Fővárosi Nagycirkusz műsorvezetője,
- Maurer Milán táncművész, a Frenák Pál Társulat tagja,
- Pap Julianna Bernadett hímző népi iparművész, a Matyó Népművészet Egyesület elnöke,
- Povázsay Bence vállalkozó, turisztikai szakember, a szarvasi Turul Kisvendéglő tulajdonos-üzletvezetője,
- Szekeres Tamás, a Hangjegy Színház ügyvezető igazgatója,
- Székelyhidi Györgyi, az Eötvös Loránd Kutatási Hálózat Támogatott Kutatócsoportok Irodája Pénzügyi Osztályának vezetője.

#### 2022. március 15.[15]
Polgári tagozat
- Albert Péter, a SEFAG Erdészeti és Faipari Zrt. Szántódi Erdészetének kerületvezető erdésze
- Béki János, a Cukorbetegek Egyesülete Országos Szövetségének elnökségi tagja, az Alapítvány a Cukorbetegekért Diabetes lapjának és a Magyar Diabetes Társaság szakmai lapjának szerkesztője
- Birinyi Gabriella, a Jász-Nagykun-Szolnok Megyei Kormányhivatal Nyugdíjbiztosítási és Egészségbiztosítási Főosztály Adatbázis-kezelési, Ellenőrzési és Méltányossági Ügyek Osztályának társadalombiztosítási szakellenőre
- Camin Gyöngyi, a Honvéd Együttes Művészeti Nonprofit Kft. munkaügyi, bér- és társadalombiztosítási előadója
- Dévai László Imréné, a Nemzeti Élelmiszerlánc-biztonsági Hivatal Élelmiszer- és Takarmánybiztonsági Igazgatóságának nyugalmazott hatósági állatorvosa
- Dingó János, a Zis-tóért Egyesület alapító elnöke
- Galló István Attila nyugállományú ezredes, a Balassi Bálint Bajtársi Egyesület elnöke
- Gömör Zsuzsanna, a Honvéd Együttes Művészeti Nonprofit Kft. öltöztető-szabója
- Göntér Ferenc okleveles villamosmérnök
- Guba Gábor László producer, koncertszervező, a Green Stage Rendezvényszervező Kft. ügyvezető igazgatója, tulajdonosa
- Gulyásné Kedves Magdolna, Budapest Főváros Kormányhivatala Népegészségügyi Főosztálya Egészségügyi Igazgatási és Nyilvántartási Osztályának nyugalmazott vezető védőnője
- Gyimesi Ottó, az egri Várkapu Panzió, valamint a Cherry Étterem és Kávézó tulajdonosa
- Hoffmann László József épületgépész, a Szegedi Szakképzési Centrum Móravárosi Szakképző Iskolájának szakoktatója
- Horányi Katalin szépíró, pszichoterapeuta
- Horváth Sándor, a Csurgói Eötvös József Általános Iskola II. Rákóczi Ferenc Általános tagiskolájának testnevelő tanára
- Kolozsvári István, a Bihari Népművészeti Egyesület elnöke, Berettyóújfalu Város Polgármesteri Hivatalának volt kulturális menedzsere
- Lakner Zoltánné, a csurgói Csokonai Vitéz Mihály Református Gimnázium, Általános Iskola és Kollégium élelmezésvezetője
- Laurinyecz Zoltán, a Békéscsabai Jókai Színház festőtárának vezetője
- Losoncz Piroska, a magyarkanizsai Alapfokú Zeneiskola nyugalmazott zenetanára és volt központvezetője, a Harmonikabarátok Egyesülete Harmonikazenekarának karmestere és vezetője
- Mádi László, a Közép-Európa Táncszínház táncművésze
- Méreg Marianna, a Katona József Színház színházi-jelmez férfi szabója
- Molnár Balázs Rezsőné, a Budapest Főváros Kormányhivatal XIV. Kerületi Hivatala Népegészségügyi Osztályának nyugalmazott titkársági ügyintézője
- Molnárné Karácsonyi Eszter, a Magyar Elektronikai Egyesület Szegedi Szervezetének vezetőségi tagja
- Morvai Kristóf, a Magyar Nemzeti Balett balettművésze
- Nagy Szilárd énekes, színész, rendezvényszervező
- Oszagyán Mihály, a Nemzeti Adó- és Vámhivatal Központi Irányítása Biztonsági Főosztályának vezetője
- Ragány Misa színművész, énekes
- Simon József, a Szociális és Gyermekvédelmi Főigazgatóság Somogy Megyei Kirendeltségének gépkocsivezetője
- Szakolczai Ildikó biológia-kémia szakos tanár, a Budapesti Műszaki Szakképzési Centrum Verebély László Technikumának oktatója, a tehetséggondozó munkacsoport vezetője
- Szálkai Pálné, a Szabolcs-Szatmár-Bereg Megyei Kormányhivatal Hatósági Főosztályának nyugalmazott igazgatási ügyintézője, anyakönyvi felügyelője
- Szívós Béla, az Északerdő Erdőgazdasági Zrt. Lillafüredi Erdészeti Igazgatóságának kerületvezető erdésze
- Terdik Edda, Debrecen Megyei Jogú Város Polgármesteri Hivatala Szervezési és Jogi Főosztályának vezetője
- Vacsi Dávid, a Békéscsabai Jókai Színház műszaki vezetője
- Válentiné Báldos Éva Zsuzsanna, a Szolnoki Szakképzési Centrum Pálfy-Vízügyi Technikumának oktatója
- Webber George, a Buena Vista Borászat nyugalmazott kereskedője
- Zsigó Pál, a Dunántúli Regionális Vízmű Zrt. gépkocsivezetője

Katonai tagozat
- Gombos Sándor, a Magyar Honvédség 5. Bocskai István Lövészdandár főtörzszászlósa
- Kovács József, a Magyar Honvédség nyugalmazott alezredese, a Szabolcsi Honvéd Műszaki Hagyományőrző Bajtársi Egyesület alapító elnöke
- Molnár Zoltán címzetes rendőr főtörzszászlós, a Szabolcs-Szatmár-Bereg Megyei Rendőr-főkapitányság Nyírbátori Rendőrkapitányság Közlekedésrendészeti Osztályának helyszínelője és balesetvizsgálója
- Paksy Róbert Ferenc büntetés-végrehajtási főtörzszászlós, a Borsod-Abaúj-Zemplén Megyei Büntetés-végrehajtási Intézet Biztonsági Osztályának biztonsági főfelügyelője
- Tömös István büntetés-végrehajtási törzszászlós, a Tiszalöki Országos Büntetés-végrehajtási Intézet Biztonsági Osztályának körlet-főfelügyelője
- Varga Tamás zászlós, tandempilóta, légioperatőr, a Magyar Honvédség 86. Szolnok Helikopter Bázis Speciális Ejtőernyőskiképző Csoportjának oktatója, a Magyar Nemzeti és Katonai Ejtőernyős válogatott tagja

### 2021
Polgári tagozat
- Balázs Gitta, a Csongrád-Csanád Megyei Kormányhivatal Foglalkoztatási Főosztályának nyugalmazott kormánytisztviselője
- Balázsi Gergő Ármin balettművész
- Baran Ádám, a Békéscsabai Röplabda Sportegyesület elnöke
- Benedek Attila táncművész, a Honvéd Együttes Művészeti Nonprofit Kft. tánckari tagja
- Beszédes Tamás Sándor, az Országos Atomenergia Hivatal felügyelője
- Bódi Bianka táncművész
- Böjthéné Urbin Eleonóra, a debreceni Kratochvil Károly Honvéd Középiskola és Kollégium igazgatóhelyettese
- Czuczor Tibor, az MVM Balance Zrt. Biztonsági és Katasztrófavédelmi Osztályának vezetője
- Csabai Márk író, drámaíró, az Olvasni Menő Kft. ügyvezető tulajdonosa, a „Jelen Vagyok” Tehetséggondozó Egyesület alapító elnöke, gazdasági és szakmai vezetője
- Csere Éva, a Magyar Állami Operaház – Magyar Nemzeti Balett gyógytornásza
- Cseszneki Ferenc, a Tési Kovácsműhely tulajdonosa
- Dallos Sándor József úszószakedző, a Vidám Delfin Kft. és Utazási Iroda vezetője, nyugalmazott főiskolai docens
- Dallos Sándorné úszószakedző, a Vidám Delfin Kft. és Utazási Iroda vezetője, nyugalmazott pedagógus
- Domján Sándor, a Kecskeméti Katona József Nemzeti Színház ügyelője
- Fekete Lászlóné óvodapedagógus, a zagyvaszántói Gesztenyevirág Óvoda és Konyha intézményvezető-helyettese, a zagyvaszántói Ifjúsági-, Kulturális és Sportbarát Egyesület alapító tagja
- Frigyesi Tünde, a Kecskeméti Katona József Nemzeti Színház rendezőasszisztense
- Fülöp Tímea táncművész, táncpedagógus
- Gazdag-Győri Tibor Zoltán, a Honvéd Együttes Művészeti Nonprofit Kft. infrastruktúra-kezelője
- Gergye Zoltán fazekas, a Fügedi Márta Népművészeti Egyesület elnöke
- Giliczéné Bencze Mária nívódíjas moderntánc- és mozdulatművész-pedagógus, esztétikustest-képző kinetológus
- Gönczi Sándor nyugalmazott matematika–fizika szakos középiskolai tanár, az Egri Szilágyi Erzsébet Gimnázium és Kollégium korábbi intézményvezetője
- Greznár Zoltán előadóművész, a szanyi Greznár Zoltán és zenekara vezetője
- Gyürki Ernő Lászlóné nyugalmazott egészségügyi asszisztens
- Ilosvay-Egyed Katalin, a Rádió Mozaik Sydney szerkesztője, az Ausztráliai Magyar Szövetség titkára, a New South Wales-i Magyar Szövetség volt elnöke
- Kertész Katalin, a Kecskeméti Katona József Nemzeti Színház kelléktárvezetője
- Konta Boáz Krisztián, a Honvéd Együttes Művészeti Nonprofit Kft. multimédia-fejlesztője
- Kovarek Tamás, az NKM Áramhálózati Kft. üzemirányítási osztályvezetője
- Magyar Éva, a Radnóti Miklós Színház kézbesítője
- Némethi Sándorné, a Szalézi Intézmény Fenntartó gazdasági vezetője
- Palik Krisztina, a Hagyományok Háza – Magyar Állami Népi Együttes jelmeztárosa
- Pósfainé Bakota Éva nyugalmazott biológia–kémia szakos tanár, a Kecskeméti Térségi Integrált Szakképző Központ korábbi ügyvezetője
- Rédey Gábor, az Országos Atomenergia Hivatal felügyelője
- Sas Dániel Zoltán zongoraművész, a Jászapáti Rácz Aladár Zeneiskola igazgatója
- Sáray József énekkari művész, a Honvéd Együttes Művészeti Nonprofit Kft. Honvéd Férfikarának tagja
- Sárossy Attila József, a Gyermelyi Zrt. igazgatósági tagja
- Sebestyén Tímea Henriett táncművész
- Seres Erzsébet, a kecskeméti Ciróka Bábszínház közönségszervezője
- Siposné Gyarmati Terézia, a Szegedi Szakképzési Centrum Móravárosi Szakképző Iskolájának oktatója
- Szabó Csaba, a Kecskeméti Katona József Nemzeti Színház produkciós vezetője
- Szabó Zsolt, az Északmagyarországi Regionális Vízművek Zrt. személygépkocsi-vezetője
- Szekendi Gyöngyvér honvédelmi alkalmazott, a Magyar Honvédség Parancsnoksága Jogi és Igazgatási Főnökségének főnökhelyettese
- Takács Zoltán, a Váci Szakképzési Centrum Petzelt József Technikum és Szakképző Iskola oktatója
- Telkes Andrásné, a csurgói Eötvös József Általános Iskola volt szakácsnője
- Tóth Győzőné, a Kecskeméti Foglalkoztatási Nonprofit Kft. ügyvezetője
- Tóth József, a Nemzeti Mobilfizetési Zrt. üzemeltetési vezetője

Katonai tagozat
- Dudás Gyula címzetes rendőr főtörzszászlós, a Nógrád Megyei Rendőr-főkapitányság Salgótarjáni Rendőrkapitányság Bűnügyi Osztály Életvédelmi Alosztály Helyszínelő Csoportjának nyomozója
- Fadgyas István nyugállományú őrnagy, a Kiskőrös Helyőrség Nyugállományúak Klubjának vezetője
- Gera János alezredes, a Magyar Honvédség vitéz Szurmay Sándor Budapest Helyőrség Dandár Híradó és Informatikai Főnökségének főnöke
- Hambalek Ferenc címzetes rendőr főtörzszászlós, a Bács-Kiskun Megyei Rendőr-főkapitányság Bácsalmás Határrendészeti Kirendeltség Határrendészeti Osztály Határrendészeti Alosztályának kutyavezetője
- Hij Gergely Antal őrnagy, a Magyar Honvédség 24. Bornemissza Gergely Felderítő Ezred Hadműveleti Főnökségének főnöke
- Koós Gábor nyugállományú alezredes, a Bem József Bajtársi Egyesület elnöke
- László Attila nyugállományú alezredes, a Bajtársi Egyesületek Országos Szövetsége Nyugat-dunántúli Régiójának vezetője, a Bajtársi Egyesületek Országos Szövetségének elnökségi tagja
- Molnár László István rendőr főtörzszászlós, a Békés Megyei Rendőr-főkapitányság Békéscsabai Rendőrkapitányság Közrendvédelmi Osztály Körzeti Megbízotti Alosztályának csoportparancsnoka
- Rapiné Tóth Julianna címzetes büntetés-végrehajtási főtörzszászlós, az Igazságügyi Megfigyelő és Elmegyógyító Intézet főápolója
- Schönberger Gábor címzetes rendőr főtörzszászlós, a Jász-Nagykun-Szolnok Megyei Rendőr-főkapitányság Szolnoki Rendőrkapitányság Újszászi Rendőrőrsének körzeti megbízottja
- Som Krisztián címzetes rendőr törzszászlós, rendőrségi tanácsos, a Repülőtéri Rendőr Igazgatóság Rendészeti Igazgatóság Szakértői Alosztályának referense
- Szabó Sándor főtörzszászlós, a Magyar Honvédség 24. Bornemissza Gergely Felderítő Ezredének vezénylő zászlósa
- Szentes István nyugállományú alezredes, a Bajtársi Egyesületek Országos Szövetsége Marcali Bajtársi Egyesületének elnöke
- Szücs Péter alezredes, a Magyar Honvédség vitéz Szurmay Sándor Budapest Helyőrség Dandára 32. Nemzeti Honvéd Díszegységének megbízott törzsfőnöke
- Végh András címzetes büntetés-végrehajtási főtörzszászlós, a Pálhalmai Országos Büntetés-végrehajtási Intézet körlet-főfelügyelője
- Zupkó Tibor alezredes, a Magyar Honvédség Tartalékképző és Támogató Parancsnokság Logisztikai Igazgatóság Üzemeltetési Főnökségének kiemelt főmérnök főtisztje

### 2019
Pöntör Bernadett Győri Balett titkárságvezetője

### 2018
- Fehérné Imrek Katalin, a szolnoki Szandaszőlősi Általános Iskola és Alapfokú Művészeti Iskola tanítója
- Füzi Attila táncművész, a Miskolci Nemzeti Színház-Miskolci Balett magántáncosa
- Nagy Ildikó, a szolnoki MÁV Kórház vezető gyógytornásza
- Sasvári János József népi iparművész, a Palócföldi Népi Iparművészek Egyesületének alelnöke
- Szűcs Csabáné, a Nyíregyházi Vasvári Pál Gimnázium tanára és intézményvezető-helyettese
- Dr. Tóth Anikó, a Debreceni Egyetem Agrár és Gazdálkodási Szak- és Felnőttképzési Intézetének megbízott intézetvezetője
- Vári Ferenc, a Kondorosi Petőfi István Általános és Alapfokú Művészeti Iskola, Kollégium ének-zene tanára, a Kondorosi Nagycsaládosok Egyesületének alapítója és volt vezetője

- Dajka Ilka, a Magyar Nemzeti Táncegyüttes táncművésze,
- Hasznos Dóra, a Bozsik Yvette Társulat táncművésze,
- Kiss András, a Magyar Állami Operaház szerződéses magánénekese,
- Mráz Kornélia, a Magyar Nemzeti Balettintézet balettmestere,
- Pethő Gergő, a Budapest Bábszínház bábszínművésze,
- Vattai Dzsenifer, a Budapesti Táncszínház táncművésze.

### 2017
- Antal Tünde, balettművész, a Magyar Állami Operaház tánckari művésze,
- Engert Jakabné, a Bács-Kiskun Megyei Kórház Humánpolitikai Osztályának vezetője, Kecskemét város önkormányzati képviselője,
- Szuzuki Kimijosi harcművész, a Shinbukan Dojo Klub alapítója,
- Szalontai Ottóné, a jászszentlászlói Szent László Óvoda és Bölcsőde intézményvezető-helyettese,
- Szegedi Csaba operaénekes, a Magyar Állami Operaház magánénekese,
- Ujszászi András Dénes, az ExperiDance Production Tánckarának táncművésze,
- Valiskó Ferenc, a salgótarjáni Október 23. Emlékfutás főszervezője, a Salgótarjáni Erdély Kör vezetője,
- Vitányi Mária, a Magyar Állami Népi Együttes táncművésze[21]
- Batki László, a Honvéd Férfikar tagja és bariton szólamának vezetője
- Dömsödi Farkas Bálint előadóművész
- dr. Glózik Klára Erzsébet, a KBC Békés Megyei Települések Fejlesztéséért Nonprofit Kft. ügyvezetője, a Szent István Egyetem Agrár- és Gazdaságtudományi Kar főiskolai docense
- Huszár Ildikó táncpedagógus, koreográfus, a Grapevine Show Dance Club Közhasznú Egyesület elnöke és művészeti vezetője
- Karé Árpád táncművész, a Magyar Állami Népi Együttes tagja
- Kis Domonkos Márk színművész, a Váci Dunakanyar Színház ügyvezető igazgatója
- Lukács Ádám táncművész, a Miskolci Balett alapító tagja és magántáncosa
- Nyitrai Tímea a Kortárs Balettért Alapítvány irodavezetője, a Szegedi Kortárs Balett művészeti titkára
- ifj. Stadler Ferenc, a Szegedi Kortárs Balett világítástervezője
- Stonawskiné Busi Ildikó, a Szandaszőlősi Általános Iskola és Alapfokú Művészeti Iskola táncpedagógusa, a Vadvirág Gyermek Néptáncegyüttes és a Szandaszőlős Táncegyüttes szakmai vezetője
- Szabó Imre, a Budapesti Egyetemi Atlétikai Club SE vezető edzője
- Tókos Attila táncművész, a Magyar Nemzeti Táncegyüttes szólistája,
- Tóth János, a Magyar Ejtőernyős Szövetség főtitkára,
- Vajda Máté, a Müpa Budapest Nonprofit Kft. világosítótár-vezető helyettese

### 2016
Polgári tagozat
- Bordás István, a Sárospataki Képtár vezetője,
- Csala Judit, előadóművész, magyar nóta- és népdalénekes,
- Greksa László, fuvolatanár, mesterpedagógus, közoktatási szakértő, a szegedi Király-König Péter Zeneiskola Fúvós Tanszakának volt vezetője,
- Gulyásné Dóczi Lívia, a Budapest Bábszínház bábkészítő csoportvezetője,
- Hajdú Györgyné, Budapest Főváros XIII. kerületi Polgármesteri Hivatalának nyugalmazott köznevelési referense,
- Hidvéginé Chlumetzky Ildikó, fazekas népi iparművész,
- Keszeiné Tóth Bernadett, a Győri Balett művészeti titkára,
- Paál Krisztina, a Kispesti Alapfokú Művészetoktatási Intézmény táncpedagógusa,
- Smidt Róbert, fafaragó szobrászművész,
- Szakácsné Szabó Zsuzsanna, Tényő és Sokorópátka községek védőnője, a Sokorópátkai Vöröskereszt Alapszervezetének titkára,
- Lólé Mihály, előadóművész, a Rajkó Művészegyüttes tagja,
- Rab Edina, táncművész, a Honvéd Együttes - Magyar Nemzeti Táncegyüttes táncos szólistája,
- Vásárhelyi János, a bicskei Kossuth Zsuzsa Gyermekotthon és Általános Iskola igazgatója. (1990 és 2016 között)

### 2015
Polgári tagozat
- Dr. Agócsné Ádám Vilma, a Debreceni Egyetem Hallgatói Kapcsolatok és Szolgáltatások Központja Statisztikai Központjának vezetője
- Balogh Ernő előadóművész
- Bistei Judit táncművész, az ExperiDance Tánctársulat táncosa, alapító tagja és tánckari asszisztense
- Bodó Levente, a Honvéd Férfikar tagja és menedzsere
- Bojcán István, a Békéscsabai Jókai Színház színpadi műszaki csoportvezetője
- Danku Józsefné, a Mérk-Vállaj Általános Művelődési Központ Vállaji Német Nemzetiségi Általános Iskolájának magyar-történelem szakos tanára
- Farkas Jenő, a 100 Tagú Cigányzenekar alapító tagja, a Gezerigó Zene-Tánc Kulturális Egyesület zenekarának tagja
- Dr. Fürjné Rádi Katalin, a Debreceni Egyetem Mezőgazdaság-, Élelmiszertudományi és Környezetgazdálkodási Karának ügyvivő-szakértője
- Hajdú Flórián, a Magyar Nemzeti Táncegyüttes táncos szólistája
- Hajnal Iván, a Harsányi János Szakközépiskola és Szakiskola nyugalmazott tanára
- Horváthné Rácz Erika, ügyintéző
- Igaz László Tibor, a Rajkó Oktatási és Művészeti Alapítvány kuratóriumi alelnöke
- Jenei Gyula, író, költő, szerkesztő, a szolnoki Varga Katalin Gimnázium tanára
- Kállai József hegedűs, a Magyar Állami Népi Együttes zenekari tagja
- Kun Katalin, a tatai Kenderke Református Alapfokú Művészeti Iskola igazgatója
- Látó Richárd, a kecskeméti Katona József Színház zenei asszisztense
- Ifj. Maka Gyula, a 100 Tagú Cigányzenekar tagja, a Gezerigó Zene-Tánc Kulturális Egyesület zenekarának tagja
- Mészár Zsuzsanna, a kecskeméti Katona József Színház művészeti titkára
- Mihalovics Márk táncművész, a Magyar Állami Népi Együttes táncosa
- Molnár Krisztina, táncpedagógus, táncszakíró, a Magyar Táncművészeti Főiskola óraadó tanára
- Onodi Attila táncművész, a Vadrózsák Néptáncegyüttes vezetője, koreográfusa, Monori Strázsák Néptáncegyüttes művészeti vezetője
- Patonai Norbert táncművész, az ExperiDance Tánctársulat táncosa és tánckari asszisztense
- Pintér László Józsefné, gyámügyi ügyintéző
- Radics Tamás nagybőgős, a Magyar Állami Népi Együttes zenekari tagja
- Dr. Szabóné Dancsik Tünde, táncpedagógus, a Tarjáni Kéttannyelvű Általános Iskola és Alapfokú Művészeti Iskola vezetője
- Szűcsborus János, a Madách Színház főmérnöke
- Tóth Judit, ügyintéző
- Tunyogi Péter, az egri Gárdonyi Géza Színház színművésze
- Vári Ágota Lotti táncművész, az ExperiDance Tánctársulat alapító tagja, a Gárdonyi Géza Színház - GG Tánc Eger próbavezetője és koreográfus asszisztense
- Vasvári Dezsőné, a Nemzeti Táncszínház Nonprofit Kft. közönségszervezője, jegypénztárosa

Ugyancsak augusztus 20-a alkalmából kapták kézhez a kitüntetést:
- Bordás Cecília nótaénekes, a 100 Tagú Cigányzenekar háziasszonya,
- Sztilijan Kolev Sztojanov művelődésügyi szakértő, a Sumeni Önkormányzat Kulturális Osztályának kulturális referense.

### 2014
Polgári tagozat
- Csákváriné Veréb Valéria, az egri Gárdonyi Géza Ciszterci Gimnázium és Kollégium tanára
- Csontos Balázs, a Vígszínház Nonprofit Kft. világítástervezője
- Ferencziné Orosz Andrea, a Vígszínház Nonprofit Kft. szabóműhely vezetője
- Gál Éva Erzsébet, a Nemzeti Táncszínház Nonprofit Kft. jegypénztárosa, közönségszervezője
- Hajdú Flórián, táncos, szólista
- Látó Richárd, a Kecskeméti Katona József Színház zenei asszisztense
- Léránt Károly Lajos, a Zalai Polgári Körök Egyesületének vezetőségi tagja
- Murányi Sándor, nyugalmazott pedagógus
- Paál István, a Zalai Magyar Nemzeti Szövetség és a Rákóczi Szövetség Zalaegerszegi Szervezetének elnöke
- Rácz Rita, a Magyar Állami Operaház operaénekese
- Sike Olga, a NAV Központi Hivatal Ügyfélkapcsolati és Tájékoztatási főosztályvezető-helyettese
- Soós Gyula András, a Duna Művészegyüttes táncos-szólistája
- Sziberné Fehér Éva, a Kaposvári Általános Iskolai és Egészségügyi Gondnokság gazdasági vezetője
- Dr. Szigethy András, volt osztályvezető főorvos, Madocsa Község Önkormányzat Háziorvosi Szolgálatának háziorvosa
- Szilvásy Zsuzsanna, az Autism Europe elnöke
- Dr. Takács Andrásné, ének-zene tanár, karvezető
- Tímár Edit Ildikó, a NAV Központi Hivatal Panaszirodájának főosztályvezetője
- Tóth Gyula, pedagógus, mesteredző
- Vida Zoltánné, a Nagyatádi Karitász Csoport alapító tagja

### 2013
Polgári tagozat
- Báger László Gáborné, ügyviteli alkalmazott, főmunkatárs
- Büki Györgyné, műszaki asszisztens
- Egressy Károly
- Hrúz Dénes, népzene tanszék-vezető
- Hunyadi Sándor, hangtár vezető
- Nemes László festőművész
- Somogyi Edit, művészeti titkár
- ifj. Szabó László, vezetőedző
- Tamás László, fazekas
- Tompa Attila, tánckartag
- Varga György, színpadmester, ügyelő
- Vörösné Pintér Mária, ügykezelő

Katonai tagozat
- Hartyányi Csaba büntetés-végrehajtási főtörzsőrmester

### 2012
- Banda Ádám, hegedűművész
- Boskovics Sándorné, gondozónő
- Dudás Miklós, kajakozó
- Gera Lajosné, főnővér-helyettes
- Gagyi Éva, mentálhigiénés asszisztens
- Gyulai Erzsébet, magyar nóta énekes
- Gyurkóné Kovács Beatrix, tanító
- István Lajos, vagyongazdálkodási szakmai tanácsadó
- Martonné Adler Ildikó, tanító

### 2011
Polgári tagozat
- Barbara Mistygacz,[33] a Lengyel-Magyar Baráti Társaság tagja
- Maria Nagiecka,[33] a Lengyel-Magyar Baráti Társaság tagja
- Simon Zsuzsanna, az 56-os Szövetség Mosonmagyaróvár Városi Kollégiuma igazgatója, az 56-os Egyesület titkára[34]
- Tandiné Terenyi Magdolna, a Közép-Tisza-vidéki Környezetvédelmi és Vízügyi Igazgatóság ügyintézője[35]

Katonai tagozat
- Baráth Ilona büntetés-végrehajtási százados, a Szabolcs-Szatmár-Bereg Megyei Büntetés-végrehajtási Intézet Informatikai Osztály osztályvezetője[36]
- Dákai Csaba tűzoltó főtörzszászlós, Tatabánya Város Hivatásos Önkormányzati Tűzoltóság különlegesszer kezelője, gépjárművezető[36]
- Őrlős Tibor rendőr főtörzszászlós, a Jász-Nagykun-Szolnok Megyei Rendőr-főkapitányság Karcagi Rendőrkapitányság Bűnügyi Osztály nyomozója[36]
- Rácz Béla büntetés-végrehajtási főtörzsőrmester, a Budapesti Fegyház és Börtön biztonsági felügyelője[36]

Fazekas Sándor büntetés-végrehajtási főtörzsőrmester, a Jász-Nagykun-Szolnok Megyei Büntetésvégrehajtási Intézet mb.biztonsági főfelügyelője.

### 2010. október 23.
- Bieber Ferenc soroksári hagyományőrző[37]
- Jankovits Jenő, a gyöngyösi Mátra Művelődési Központ művészeti együttes vezetője[37]
- Kiss Istvánné, az egri Hunyadi Mátyás Általános Iskola tanítója[37]

### 2010
- Bánhidi Ákos, a Sportország SCE edzője[38]
- Baltavári Andrea, a Paragvári Utcai Általános Iskola tanára[39]
- Belovai József, a Szent István Egyetem Alkalmazott Bölcsészeti Kar Gyakorló Általános Iskola és Gimnázium igazgatóhelyettese[38]
- Darázs Rózsa rövidpályás gyorskorcsolyázó[38]
- Heidum Bernadett rövidpályás gyorskorcsolyázó[38]
- Keszler Andrea rövidpályás gyorskorcsolyázó[38]
- Telegdi Attila László, a Szent István Egyetem Alkalmazott Bölcsészeti Kar testnevelő tanára[38]

Március 15-e alkalmából:
- Baltavári Andrea, a szombathelyi Paragvári Utcai Általános Iskola tanára, munkaközösség vezető,
- Boda Jenő, a Pesti Magyar Színház műszaki menedzsere,
- Borsós Lászlóné, a geszti Arany János Általános Iskola tanára,
- Dr. Burián Antalné, a Fővárosi Szabó Ervin Könyvtár gazdasági igazgató-helyettese,
- Csopaki Katalin, a XI. kerületi Öveges József Gyakorló Középiskola és Szakiskola tanára,
- Csuka Imréné, a Giorgio Perlasca Szakközépiskola gondnoka,
- Dévay Istvánné, a szentesi Kertvárosi Óvoda, Rákóczi Ferenc Utcai Tagóvoda általános vezető-helyettese,
- Kóródiné Vörös Ilona, a siklósi Batthyány Kázmér Általános Iskola tanára,
- Lakatos Béla, a Ternipe Roma Művészeti Egyesület elnöke, zenekarvezető,
- Magyar József, a Hagyományok Háza - Magyar Állami Népi Együttes táncművésze,
- Maros Anna néptáncművész, a Duna Művészegyüttes nyugalmazott tánckarvezetője,
- Mentuszné Nagy Ágnes, az egri Hunyadi Mátyás Általános Iskola napközis nevelője,
- Mészáros Tiborné, a kecskeméti Erdei Ferenc Kulturális és Konferencia Központ igazgatási csoportvezetője,
- Péter Márta tánckritikus,
- Philipp Györgyné, a XVIII. kerületi Vörösmarty Mihály Ének-zenei Nyelvi Általános Iskola és Gimnázium ELTE Gyakorlóhelye tanára,
- Slezák István, a polgári Vásárhelyi Pál Gimnázium, Általános és Szakképző Iskola, Diákotthon tanára,
- Szigeti Józsefné, a kálmánházi Benedek Elek Általános Iskola és Óvoda tanítója,
- Szlávik János, a Vígszínház színpadmester-helyettese,
- Takács Zoltánné, a geszti Arany János Általános Iskola tanítója,
- Tóth Margit, a szegedi Csonka János Műszaki Szakközépiskola és Szakiskola tanára, munkaközösség vezető,
- Varga Zoltán, a Nemzeti Táncszínház Nonprofit Kft. hangosítója, hangtárvezető,
- Wachtlerné Ádám Erika, a Radnóti Miklós Színház öltöztető tárvezetője.

### 2009
- Crisan Gitta, a Magyar Táncművészeti Főiskola bérszámfejtője
- Csobánczi József Istvánné, a dunaújvárosi Rudas Közgazdasági Szakközépiskola, Szakiskola és Kollégium intézményi gondnoka
- Czobor Margit, a Vígszínház művészeti titkár
- Dudás Zoltánné, a Radnóti Miklós Színház jelmezfelelőse
- Laczkó Albert, a Nemzeti Táncszínház Kht. fővilágosítója
- Mihálkovics Tivadar, a Magyar Állami Operaház főtitkára
- Olasz Sándorné, a tiszaújvárosi Vásárhelyi Pál Általános Művelődési Központ nyugalmazott tanára
- Varga Péter táncművész, a Hagyományok Háza- Magyar Állami Népi együttes tánckari asszisztense[41]

Augusztus 20-án az oktatási és kulturális miniszter adta át:
- Csépán Mária, a székesfehérvári Vörösmarty Mihály Ipari Szakképző Iskola könyvtárosának,
- Hauserné Dénes Éva, a VIII. kerületi Leövey Klára Közgazdasági Szakközépiskola és Szakiskola tanárának,
- Krsztovics Sándor, a Budapesti Kamaraszínház Kht. színpadmesterének, szcenikusnak,
- Mitterbach Éva, az ózdi Vasvári Úti Általános Iskola tanárának,
- Molnár Lászlóné, a Magyar Táncművészeti Főiskola zongorakísérőjének,
- Simon László, a Filmművészek és Filmalkalmazottak Szakszervezetének társelnökének, a Somogyiak Baráti Köre elnökének,
- Soós Pálné, a vépi Hatos Ferenc Általános Iskola és Alapfokú Művészetoktatási Intézmény tanárának,
- Tánczos Lászlóné, a Jakabszállás-Fülöpjakab Általános Művelődési Központ óvodapedagógusának,
- Tímár Ferenc, a Vígszínház fővilágosítójának,
- Tűz Károlyné, a dunaújvárosi Bánki Donát Gimnázium és Szakközépiskola gazdasági vezetőjének;

### 2008
- Kis Gergő, Európa-bajnok úszó
- Udvarhelyi Beáta, a VIII. kerületi Bárczi Gusztáv Óvoda, Általános Iskola és Készségfejlesztő Speciális Szakiskola gyógypedagógusa
- Verrasztó Evelyn, Európa-bajnok magyar úszó, olimpikon

A környezetvédelmi és vízügyi miniszter által augusztus 20. alkalmából átadott kitüntetések:
- Esztári Sándorné, az Északdunántúli Vízmű Zrt. üzemi gazdasági vezetője,
- Nagy Gábor, a Duna-Dráva Nemzeti Park Igazgatóság területkezelője,
- Polgár Antal, az Észak-dunántúli Környezetvédelmi és Vízügyi Igazgatóság területi felügyelője.

### 2007
- Bán Imre Gyuláné, az acsai Petőfi Sándor Általános Művelődési Központ Általános Iskolája tanára
- Bányai Margit, a Szent István Egyetem Állatorvos-tudományi Kar Tanulmányi Osztálya osztályvezetője
- Beregszászi Róza, a mezőtúri Kereskedelmi Szakközépiskola, Szakiskola és Kollégium gyakorlati oktatásvezetője
- Bíróné Fodor Klára, a magyarszéki Általános Iskola tanítója
- Braun Miklósné, a sárospataki Carolina Óvoda szakácsa
- Csortos Béláné, a parádi Fáy András Általános Iskola és Alapfokú Művészetoktatási Intézmény tanítója, közművelődési előadó
- Dávidházi Ferenc, a bekecsi II. Rákóczi Ferenc Informatika-Matematika Tagozatos Általános Iskola tanára
- Dékány ÉÍva, a Budai Táncklub jazz balettmestere
- Fabó Jánosné, a dunaújvárosi Arany János Általános Iskola tanára
- Földesi Lászlóné, a hajdúnánási I. számú Óvodai Egység Napsugár Óvoda óvodapedagógusa
- Gál Istvánné, a kiskunhalasi Felsővárosi Általános Iskola munkaközösség vezetője
- Gelesz Imréné, az olaszfalui Villax Ferdinánd Általános Iskola nyugalmazott tanítója
- Hernádi Pálné, a szombathelyi Derkovits Gyula Általános Iskola tanára, munkaközösség vezető
- Hideg Mihályné, a kecskeméti Tóth László Általános Iskola tanára
- Jankovics Györgyné, a dunaújvárosi Sándor Frigyes Zeneiskola hegedűtanára
- Káli-Horváth Kálmán, a budapesti Wesley János Óvoda, Általános Iskola és Szakiskola beszédtechnika és nyelvi készségfejlesztő roma népismeret tanára
- Kerékgyártó Istvánné, a szeghalmi Napköziotthonos Óvoda vezetője
- Kiss Gáborné, az egri Hunyadi Mátyás Általános Iskola tanára
- Kiss-Simonné Pál Mária, a salgótarjáni Petőfi Sándor Általános Iskola fejlesztő pedagógusának, integrációs csoportvezetője
- Kocsis Gábor, az Artus Táncszínház kellékkészítőjének, fénytervező technikusa
- Kovács László, a tarnaleleszi Általános Művelődési Központ általános karbantartó és kazánfűtője
- Lajber Imre dr., ny. pedagógus
- Malinkó Jánosné, az ózdi Sajóvárkonyi Általános Művelődési Központ tanára
- Marsovszky Lászlóné, a szeremlei Napköziotthonos Óvoda vezetője
- Munkácsi Zsuzsanna, a kiskunhalasi Szüts József Általános Iskola tanára
- Nemes Szilvia, a Hagyományok Háza – Magyar Állami Népi Együttes táncművésze, női tánckari asszisztense
- Papp Dezső, fotóművész, ny. építészmérnök
- Pálfi Antalné, a tatabányai Váci Mihály Általános Iskola címzetes igazgatója
- Pető Csabáné, a budapesti X. kerületi Fekete István Általános Iskola tanára
- Puskásné Radnó Ágnes, a rácalmási Violin Művészeti Iskola igazgatója
- Scitovszky Sándor, a gyöngyösi Mátra Művelődési Központ színpadi technikusa, műszaki vezető
- Dr. Sigmond Béláné, a herceghalmi Általános Iskola és Óvoda tanára, munkaközösség vezető
- Dr. Szabó Imréné, a dombóvári Apáczai Csere János Szakközépiskola, Szakiskola és Kollégium gazdasági vezetője
- Szabó Mihályné, a jakabszállási Általános Művelődési Központ iskolatitkára
- Szamos Attila, az egri AGRIA Tánc Centrum vezetője
- Szanyi Károlyné, a kiskunhalasi II. Rákóczi Ferenc Mezőgazdasági, Közgazdasági, Informatikai Szakközépiskola és Kollégium élelmezésvezetője
- Szepesy Zoltánné, a tiszacsermelyi Általános Iskola tanítója
- Sztankóné Németh Anna, a sárospataki Vay Miklós Szakképző Iskola tanára
- Török Istvánné, a taksonyi Taksony Vezér Általános Iskola tanára
- Uhrin Gizella, a mezőtúri Rákóczi Úti Általános Iskola gazdaságvezetője
- Zelinka Tamásné, a budapesti XIV. kerületi Szent István Gimnázium tanára

### 2006
- Pataki Zsuzsánna Ágnes, Debreceni Vörösmarti Mihály Általános Iskola Pedagógusa.
- Tatár Eszter színházi rendező, műfordító, játékmester, színész

### 2005
- Helmeczi Péterné, Szolnok Liget Úti Általános Iskola gyógypedagógusa

### 2004
- Rátz Ottó, tanár, az egyházaskeszői Általános Iskola Igazgatója, közéleti ember, több társadalmi szervezet alapítója, elnöke[forrás?]

Augusztus 20- alkalmából
- Adorján Gyuláné, a budapesti Kossuth Lajos Két tannyelvű Fővárosi Gyakorló Műszaki Középiskola tanára,
- Bárdos Adolf, a székesfehérvári Vörösmarty Mihály Ipari Szakképző Iskola és Kollégium szakoktatója, épületgépészeti munkaközösség vezetője,
- dr. Bertók Sándorné, a gyenesdiási Általános és Művészeti Iskola tanára,
- Braun Jánosné, a hatvani 5. Számú Általános Iskola tanítója,
- Fehér József, a székesfehérvári Gorsium Alapfokú Művészetoktatási Intézmény igazgatója,
- Fejes Ferencné, a rákócziújfalui Herman Ottó Általános Iskola óraadó tanára,
- Gooz István, a kisbéri Petőfi Sándor Általános Iskola nyugalmazott igazgatója,
- Hargitai Kálmánné, a veszprémi Táncsics Szakközépiskola, Szakiskola és Kollégium tanára,
- Hímer Béláné, a kompolti Általános Iskola tanára,
- Horváth Árpádné, a budapesti Kossuth Zsuzsa Gimnázium és Egészségügyi Szakközépiskola nyugalmazott tanára,
- dr. Jarosievitz Beáta, a budapesti Ady Endre Közgazdasági Szakkollégium csoportvezető nevelőtanára,
- Kis Károly, az iskaszentgyörgyi Általános Iskola igazgatója,
- Klein Imréné, a kiskunhalasi II. Rákóczi Ferenc Mezőgazdasági, Közgazdasági és Informatikai Szakközépiskola tanára, munkaközösség-vezető,
- Koszorúsné Tóth Katalin, a budapesti Hófehérke Napköziotthonos Óvoda vezetője, közoktatási szakértő,
- Kotzián Tamás, az ELTE Apáczai Csere János Gyakorló Gimnáziuma nyugalmazott vezetőtanára,
- dr. Kovácsné Okler Edit, a szolnoki Liget Úti Általános Iskola és Előkészítő Szakiskola igazgatóhelyettese, gyógypedagógus,
- Lengyák István, a nagykanizsai Hevesi Sándor Általános Iskola tanára,
- Lipovits Gyuláné dr., a szombathelyi Közgazdasági Szakközépiskola tanára, szaktanácsadó,
- Marton Gézáné, a nagykőrösi Toldi Miklós Élelmiszer-ipari Középiskola, Szakiskola és Kollégium igazgatóhelyettese,
- Matula Ilona, a Fővárosi Pedagógiai Intézet vezető szaktanácsadója,
- Nagyné Rápli Györgyi, a Fővárosi Pedagógiai Intézet vezető szaktanácsadója,
- Németh Pál, a sárospataki Városi Vay Miklós Szakképző Iskola tanára,
- Pacsai Norbert, az abádszalóki Kovács Mihály Általános Iskola tanára,
- dr. Pál Lászlóné, a budapesti Hunyadi Mátyás Általános Iskola tanára,
- Péter Mihály, a szekszárdi I. Béla Gimnázium és Informatikai Középiskola tanára, főtanácsos,
- Schlosserné Jurcsek Katalin, a budapesti Ady Endre Gimnázium tanára,
- Szabóné Kiss Zsuzsanna, az Eszterházy Károly Főiskola Médiainformatikai Intézete intézeti koordinátora,
- Szelestey László, a Magyar Táncművészeti Főiskola gondnoka,
- Szöllősi Kálmánné, a Mecsekaljai Oktatási és Sportközpont tanítója,
- Terényiné Szabó Mónika, a II. Rákóczi Ferenc Fővárosi Gyakorló Közgazdasági Középiskola főmunkatársa,
- Tóth László, a Fazekas Mihály Fővárosi Gyakorló Általános Iskola és Gimnázium igazgatóhelyettese,
- Ungvári János, a Hajdú-Bihar Megyei Önkormányzat nyugalmazott osztályvezetője,
- dr. Vajda István, a zalaegerszegi Zrínyi Miklós Gimnázium tanára,
- Varga Ernőné, a pákai Öveges József Általános Iskola és Óvoda iskolatitkára.

### 2003
- Bertanicz Vilmos, a mohácsi Radnóti Miklós Szakközépiskola és Szakiskola tanára
- Bobák György, a budapesti Kossuth Lajos Kéttannyelvű Fővárosi Gyakorló Műszaki Középiskola tanhangár vezetője
- Csepregi Károly, a mezőtúri Polgármesteri Hivatal osztályvezetője
- Fehér Jenő, a veszprémi Táncsics Szakközépiskola Szakiskola és Kollégium gyakorlati oktatásvezető helyettese
- Gömöri Árpád Kazinczy-díjas nyugalmazott tanár
- Gubicza Antal, a tatabányai Árpád Gimnázium és Pedagógiai Szakközépiskola tanára, címzetes tanácsos
- Gulyás Jánosné, a rákócziújfalui Herman Ottó Általános Iskola tanítója
- Guth Ferenc Lórántné, a tarcali Óvoda nyugalmazott óvodavezetője
- Hamza Tamásné, a verőcei Kópévár Óvoda óvodapedagógusa
- Hegedűs Miklós, a tabi Rudnay Gyula Középiskola és Kollégium tanára
- Hornyákné Sztanyik Magdolna, a kiskunhalasi Szűts József Általános Iskola tanítója
- Horváth Miklósné, a zalaegerszegi József Attila Általános Iskola iskolatitkára
- Kasuba Katalin, a budapesti Corvin Mátyás Gimnázium és Műszaki Szakközépiskola gazdasági vezetője
- Kiss Kálmánné, a budapesti V. kerületi Balaton utcai óvoda óvodapedagógusa
- Kiss Miklósné, a budapesti I. kerületi Tigris-Mészáros utcai Napköziotthonos Óvoda óvodapedagógusa
- Kozma Tiborné, a Debreceni Egyetem Gazdasági Főigazgatósága osztályvezetője
- Körmendi Sándorné, a kaposvári Kinizsi Pál Élelmiszeripari Szakképző Iskola és Gimnázium igazgató-helyettese
- Dr. Lukács Istvánné, a budapesti Ady Endre Gimnázium tanára
- Nagy Andrásné, a kiskunmajsai Arany János Általános Iskola igazgató-helyettese
- Nahalkáné Czédulás Margit, a budapesti Zrínyi Miklós Gimnázium és Szakközépiskola tanára
- Papp Györgyné, a Terézvárosi Két Tannyelvű Általános Iskola és Gimnázium tanítója
- Pál Jánosné, a ceglédi Köztársaság Utcai Óvoda vezetője
- Pánczél Béla, a Kelenföldi Műszaki Középiskola igazgatója
- Roszík Mihály, az albertirsai Alberti Evangélikus Általános Iskola igazgatója, evangélikus lelkész
- Sidó Béla, a Debreceni Egyetem Gazdasági Főigazgatósága Vendéglátó Hálózata igazgatója
- Sipos Ottóné, a lajosmizsei Általános Iskola tanára
- Süle József, a BAUSTUDIUM Szakképzési és Átképző Kft. igazgatója
- Szász Balázsné, a budapesti Bakáts Téri Ének-Zenei Általános Iskola nyugalmazott igazgatója
- Szvoren András, a kecskeméti Kodály Zoltán Ének-Zenei Általános Iskola, Gimnázium, Zeneiskola és Zeneművészeti Szakközépiskola tanára
- Tóthné Imeli Márta, a Héregi Általános Iskola és Óvoda tanítója
- Dr. Vízy Béláné, a budapesti XIV. ker. Szent István Gimnázium tanára
- Weich József, a dombóvári József Attila Általános Iskola igazgatója
- Zsigárdi Péter, a göllei Körzeti Általános Iskola igazgatója

### 2002
- Berki Béla, hegedűművész, a 100 Tagú Cigányzenekar tagja
- Horváth Jenő, terces, a 100 Tagú Cigányzenekar tagja
- Horváth József, hegedűművész, a 100 Tagú Cigányzenekar tagja
- Lukács Tibor, hegedűművész, a 100 Tagú Cigányzenekar tagja
- Oláh Dezső, klarinétművész, a 100 Tagú Cigányzenekar tagja
- Oláh Gyula, brácsás, a 100 Tagú Cigányzenekar tagja
- R. Puj Brigitta, énekes
- Tolnai András a 100 Tagú Cigányzenekar nótaénekese[46]
- Vadas N. István, bőgős, a 100 Tagú Cigányzenekar tagja

### 1997
- Lőrinc Katalin táncművész, koreográfus

### 1995
- Buffó Rigó Sándor, a 100 Tagú Cigányzenekar tagja
- Farkas István, a 100 Tagú Cigányzenekar tagja
- Farkas Nándor, a 100 Tagú Cigányzenekar tagja
- Horváth Károly, a 100 Tagú Cigányzenekar tagja
- Horváth Zoltán, a 100 Tagú Cigányzenekar tagja
- Lendvai Csócsi József, a 100 Tagú Cigányzenekar tagja
- Maka Gyula, a 100 Tagú Cigányzenekar tagja
- Vajda Barnabás, a 100 Tagú Cigányzenekar tagja

### 1992
- Czene Attila magyar olimpiai bajnok úszó

### 1991
- Őze Sándor történész